# Lotte Brainin
Lotte Brainin (geboren am 12. November 1920 in Wien als Charlotte Sontag; gestorben am 16. Dezember 2020 ebenda) war eine österreichische Widerstandskämpferin gegen den Nationalsozialismus, Zeitzeugin und Überlebende des Holocausts.

## Leben
Lotte Sontag war die Tochter von Jetti und Maurycy Sontag, sie hatte vier Geschwister. Ihre Eltern waren zu Beginn des Ersten Weltkriegs aus dem östlichen Kronland Galizien der Habsburgermonarchie nach Wien geflüchtet. Bereits in ihrer Jugend schloss sie sich der sozialistischen Jugendorganisation Rote Falken an und kämpfte aktiv gegen den erstarkenden Nationalsozialismus in Österreich. Nach den Februarkämpfen 1934 trat sie mit 14 Jahren dem Kommunistischen Jugendverband Österreichs bei. Ein Jahr später wurde sie zum ersten Mal verhaftet und zu drei Wochen Haft verurteilt. Nach dem Anschluss Österreichs war sie als Jüdin und Kommunistin doppelt bedroht und setzte sich 1938 über Köln und Aachen nach Belgien ab, wo sie sich direkt der jüdischen Widerstandsgruppe Österreichische Freiheitsfront (ÖFF) anschloss.
Im Jahr 1943 wurde sie beim Übergeben einer Antikriegszeitung festgenommen und ins KZ Auschwitz-Birkenau verbracht. Dort war sie im lagerinternen Widerstand in der Kampfgruppe Union Kommando aktiv, die versuchte, eines der Krematorien zu sprengen. Im Lager überstand sie drei Selektionen. Anfang 1945 wurde sie zur Teilnahme an einem Todesmarsch gezwungen. Sie kam ins KZ Ravensbrück, aus dem ihr Ende April 1945 die Flucht gelang.
Sie kehrte nach dem Krieg nach Wien zurück, wo sie ihren Mann Hugo Brainin kennenlernte, der die Kriegsjahre im Exil in Großbritannien überlebt hatte. Das Paar bekam zwei Töchter, Elisabeth und Marianne, die beide Psychologie studierten und mit Traumapatienten arbeiteten. Sowohl Lotte als auch ihr Mann traten als Zeitzeugen auf. Im Jänner 1947 sagte sie zusammen mit Anna Hand als Zeugin im Ravensbrück-Prozess aus und trug dazu bei, dass eine der Täterinnen zum Tode verurteilt wurde.
Lotte Brainin war Mitglied im Bundesverband österreichischer Widerstandskämpfer und Opfer des Faschismus sowie zeitweise im Vorstand der österreichischen Lagergemeinschaft Auschwitz.
Am 12. November 2020 feierte Brainin ihren 100. Geburtstag. Der Festakt fiel in die Zeit der COVID-19-Pandemie in Österreich und wurde daher virtuell abgehalten. Es gab eine virtuelle Ausstellung mit Gratulationen des österreichischen Bundespräsidenten Alexander Van der Bellen und seines Vorgängers Heinz Fischer. Unter den Gratulanten war auch ihre Nichte, die als öffentlichkeitsscheu bekannte Literaturnobelpreisträgerin Elfriede Jelinek. Diese sprach eine fünfminütige Grußbotschaft, die auch Bestandteil der virtuellen Ausstellung wurde.
Lotte Brainin starb am 16. Dezember 2020 im Alter von 100 Jahren. Sie wurde am Wiener Zentralfriedhof bestattet.

## Ehrung
Am 20. Mai 2025 wurde ein neuer Gemeindebau mit Wohnungen in der Seestadt Aspern, am Elinor-Ostrom-Park, Donaustadt, Wien nach ihr Lotte-Brainin-Hof benannt. Ihr Witwer Hugo Brainin (100) war anwesend, Elfriede Jelinek hielt eine Rede.

## Film
- 1999: Lotte Brainin: Leben mit Eigenwillen und Mut. Regie: Bernadette Dewald. Dokumentarfilm[10]